# Sancler Frantz
Sancler Frantz Könzen  (Arroio do Tigre, 9 de abril de 1991) é uma modelo, miss e jornalista brasileira. Inicialmente conhecida como apresentadora de TV no Rio Grande do Sul e vencedora de muitos concursos de beleza, ela ganhou fama mundial ao vencer o Miss Brasil Mundo em 2013. Além disso, foi uma das finalistas e a favorita do público de um reality show no ano anterior.

## Biografia
De raízes teutônicas, Sancler nasceu no município de Arroio do Tigre, no interior do Rio Grande Sul. Começou sua carreira de modelo ao ser levada para o Rio de Janeiro pelo agente Sérgio Mattos, por meio do qual participou das semanas de moda São Luís Fashion, no Maranhão, e Fashion Days, em Minas Gerais, onde desfilou para grifes como Colcci e Espaço Fashion. Além disso, fez um desfile de joias para a grife de Priscila Szafir.  
Ela também venceu numerosos concursos de beleza, dentre deles: Princesa do Garota Verão 2009; Miss Outono do Rio Grande do Sul 2009; Miss Arroio do Tigre 2010; Miss Rio Grande do Sul 2010 (etapa local); finalista do Miss Rio Grande do Sul 2010; Musa do E.C. Avenida 2010; Rainha da Indústria e Comércio do Rio Grande do Sul 2010; Princesa do Rainha da Indústria e Comércio do Rio Grande do Sul; Musa do Gauchão 2010; Garota Jacuí Regional; Musa do Sol RS; Musa Clubes Regional; Mais bela Estudante do Rio Grande do Sul; além de faixas locais, como a de Rainha do Município de Arroio do Tigre.
Além disso, representou o Brasil no concurso Miss Atlântico Internacional 2011, em Punta del Este, Uruguai. O concurso teve representantes de México, Bolívia, Uruguai, Panamá, Andorra, Equador, Guatemala, República Dominicana, Paraguai, Costa Rica, Espanha, Argentina, África do Sul, Colômbia e Peru. Seu objetivo era promover o intercâmbio de culturas e o turismo na América Latina. No primeiro evento do concurso, Miss Atlântico Brasil, Sancler Frantz recebeu a faixa de Embaixadora Internacional Etre Belle 2011, cujo patrocinador foi uma empresa alemã financiadora do evento. Além disso, liderou a votação popular pela Internet, conquistando assim o título de Miss Atlântico Internet Internacional. 
Sancler é estudante de jornalismo da UNISC. Ela foi apresentadora do Jornal da Pampa, noticiário da TV Pampa do Rio Grande do Sul, e também do Pampa Meio Dia, além de participar do programa de variedades Studio Pampa.

### Top Model, o Reality
Em 2012, esteve no reality show Top Model, o Reality, obtendo o terceiro lugar. Escolhida entre candidatas de Porto Alegre, Sancler concorreu com outras 23 candidatas selecionadas em seis capitais e passou por uma rotina extenuante, que incluiu aprender a se maquiar e desfilar profissionalmente, pintar o rosto para books de agências de modelos e participar de um circuito de arvorismo, ciclismo e caiaque para uma sessão de fotos. Sempre arrancou elogios dos jurados e foi a preferida do público, vencendo a eleição popular com 80% dos votos. Posteriormente, foi convidada a participar como repórter do Programa da Tarde, na Rede Record. 

### Miss Brasil World
Em abril de 2013, ela concorreu no Miss Brasil World 2013 como Miss Ilha dos Lobos World. As representantes das 27 unidades da federação e de diversas ilhas brasileiras, que totalizaram 37 candidatas, chegaram ao Rio de Janeiro no dia 31 de março e foram até o Portobello Resort & Safari, em Mangaratiba, onde participaram de eventos e competições característicos do concurso.
A eleita Miss Brasil World 2013 receberia a coroa de Mariana Notarângelo, Miss Brasil World 2012, passando a representar o país no Miss World 2013, que seria realizado em Bali, Indonésia, no dia 28 de setembro, com mais de 120 países participantes, caracterizando-se como o maior concurso de beleza do mundo.
Como parte desse concurso, Sancler precisou desenvolver um projeto social, o qual nominou de Abraço Quentinho. Por meio dele, foram arrecadados milhares de peças de roupas para doação em sua cidade natal, Arroio do Tigre (RS). O vídeo do desenvolvimento desse projeto pode ser visto no sítio oficial do concurso e também no Youtube. Sancler obteve como resultado o título de segundo melhor projeto social de todas as candidatas.
Antes da final, que seria transmitida pelo UOL, Sancler obteve o título de melhor sorriso. Além disso, venceu a prova denominada Desfile de Top Model, foi eleita o 3º melhor corpo do concurso e ganhou o título de Miss das Ilhas. Na final, Sancler se sagrou a vencedora do concurso nacional e ganhou o direito de representar o Brasil na final mundial, que ocorreria em 28 de setembro do mesmo ano. “A ficha não caiu. Não estou acreditando ainda. É um grande sonho que eu tenho. Dei o melhor de mim. Meu diferencial é a minha determinação de fazer o meu melhor e dar o melhor de mim em cada prova”, disse a vencedora em entrevista ao UOL.
Na Indonésia, Sancler Frantz foi TOP5, sendo eleita Rainha das Américas, e obteve o título de corpo mais bonito do mundo.